# Lista över Filmations tecknade TV-serier
Detta är en lista över tecknade TV-serier producerade av Filmation Associates. Långfilmer och TV-specialare är inte inkluderade.
| Serie                                  | Originaltitel                                          | År        | Avsnitt |
| -------------------------------------- | ------------------------------------------------------ | --------- | ------- |
| Stålmannen                             | (The New Adventures of) Superman                       | 1966-1969 | 34      |
| Aquaman                                | Aquaman                                                | 1967-1968 | 18      |
|                                        | Journey to the Center of the Earth                     | 1967-1968 | 13      |
| Batman                                 | Batman                                                 | 1968-1969 | 17      |
| Den fantastiska resan                  | Fantastic Voyage                                       | 1968-1969 | 17      |
| Acke                                   | The Archie Show                                        | 1968-1969 | 17      |
| Bröderna Hardy                         | The Hardy Boys                                         | 1969-1971 | 34      |
| Sabrina tonårshäxan                    | Sabrina, The Teenage Witch                             | 1969-1973 | 63      |
|                                        | Will the Real Jerry Lewis Please Sit Down?             | 1970-1971 | 18      |
|                                        | Archie's Fun House                                     | 1970-1971 |         |
| Muntra monster                         | The Groovie Goolies                                    | 1970-1971 | 16      |
|                                        | Archie's T.V. Funnies                                  | 1971-1973 | 16      |
|                                        | Lassie's Rescue Rangers                                | 1972-1973 | 17      |
| Muntra monster                         | The Groovie Goolies                                    | 1972-1973 | 15      |
|                                        | The Brady Kids                                         | 1972-1974 | 22      |
|                                        | Fat Albert and the Cosby Kids                          | 1972-1977 | 36      |
|                                        | Mission: Magic!                                        | 1973-1974 | 16      |
| Min vän från Mars                      | My Favorite Martians                                   | 1973-1974 | 16      |
| Star Trek                              | Star Trek                                              | 1973-1975 | 22      |
|                                        | U.S. of Archie                                         | 1974-1975 | 16      |
|                                        | The New Adventures of Gilligan                         | 1974-1976 | 24      |
|                                        | Fraidy Cat                                             | 1975-1976 | 18      |
|                                        | M*U*S*H                                                | 1975-1976 | 35      |
|                                        | The Secret Lives of Waldo Kitty                        | 1975-1976 | 13      |
|                                        | Wacky & Packy                                          | 1975-1976 | 16      |
| Tarzan                                 | Tarzan, Lord of the Jungle                             | 1976-1980 | 36      |
| Batman                                 | The New Adventures of Batman                           | 1977-1978 | 16      |
| Sabrina tonårshäxan                    | Sabrina, The Teenage Witch                             | 1977-1978 | 13      |
|                                        | The Bang-Shang Lalapalooza Show Starring Archie        | 1977-1978 | 13      |
|                                        | The Young Sentinels                                    | 1977-1978 | 13      |
|                                        | Manta and Moray                                        | 1978      | 7       |
|                                        | Superstretch and Microwoman                            | 1978      | 11      |
|                                        | The Freedom Force                                      | 1978      | 5       |
|                                        | Web Woman                                              | 1978      | 10      |
|                                        | The Fabulous Funnies                                   | 1978-1979 | 13      |
| Sport Billy                            | Sport Billy                                            | 1979-1981 | 26      |
| Blixt Gordon                           | The New Adventures of Flash Gordon                     | 1979-1981 | 32      |
|                                        | The New Fat Albert Show                                | 1979-1981 | 23      |
|                                        | The New Adventures of Mighty Mouse and Heckle & Jeckle | 1979-1982 |         |
| Ensamma Vargen                         | The Lone Ranger                                        | 1980-1981 | 28      |
| Tom och Jerry                          | The New Adventures of Tom and Jerry                    | 1980-1981 | 30      |
| BlackStar                              | BlackStar                                              | 1981-1982 | 13      |
| Superskolan                            | Hero High                                              | 1981-1982 | 26      |
| Shazam!                                | Shazam!                                                | 1981-1982 | 13      |
| Zorro                                  | The New Adventures of Zorro                            | 1981-1982 | 13      |
|                                        | Gilligan's Planet                                      | 1982-1983 | 13      |
| He-Man and the Masters of the Universe | He-Man and the Masters of the Universe                 | 1983-1985 | 130     |
|                                        | The Adventures of Fat Albert and the Cosby Kids        | 1984-1985 | 50      |
| She-Ra: Princess of Power              | She-Ra: Princess of Power                              | 1985-1988 | 91      |
| Filmation's Ghostbusters               | Ghostbusters                                           | 1986-1988 | 65      |
| BraveStarr                             | BraveStarr                                             | 1987-1988 | 65      |